# Jean Petit (labdarúgó, 1949)
Jean Petit (Toulouse, 1949. szeptember 25. – 2024. január 23.) válogatott francia labdarúgó, középpályás, edző. Az év francia labdarúgója (1978).

## Pályafutása
1969 és 1982 között az AS Monaco labdarúgója volt. 1977 és 1980 között 12 alkalommal szerepelt a francia válogatott és egy gólt szerzett.
Tagja volt az 1978-as argentínai világbajnokságon részt vevő csapatnak. 1994-ben és 2005-ben az AS Monaco vezetőedzőjeként tevékenykedett.

## Sikerei, díjai
- az év francia labdarúgója (1978)

 AS Monaco
- Francia bajnokság (Ligue 1)
  - bajnok (2): 1977–78, 1981–82
- Francia kupa (Coupe de France)
  - győztes: 1980

## Statisztika

### Mérkőzései a francia válogatottban
| Franciaország | Franciaország      | Franciaország                                   | Franciaország    | Franciaország | Franciaország | Franciaország | Franciaország | Franciaország |
| #             | Dátum              | Helyszín                                        | Hazai            | Eredmény      | Vendég        | Kiírás        | Gólok         | Esemény       |
| ------------- | ------------------ | ----------------------------------------------- | ---------------- | ------------- | ------------- | ------------- | ------------- | ------------- |
| 1.            | 1977. október 8.   | Párizs, Parc des Princes                        | Franciaország    | 0 – 0         | Szovjetunió   | barátságos    | -             | 65'           |
| 2.            | 1978. április 1.   | Párizs, Parc des Princes                        | Franciaország    | 1 – 0         | Brazília      | barátságos    | -             | 67'           |
| 3.            | 1978. május 19.    | Villeneuve-d’Ascq, Stade du Nord                | Franciaország    | 2 – 0         | Tunézia       | barátságos    | -             |               |
| 4.            | 1978. június 10.   | Mar del Plata, Estadio José Maria Minella (ARG) | Franciaország    | 3 – 1         | Magyarország  | vb-csoportkör | -             |               |
| 5.            | 1978. október 7.   | Luxembourg, Stade Municipal                     | Luxemburg        | 1 – 3         | Franciaország | Eb-selejtező  | -             | 64'           |
| 6.            | 1978. november 8.  | Párizs, Parc des Princes                        | Franciaország    | 1 – 0         | Spanyolország | barátságos    | -             |               |
| 7.            | 1979. február 25.  | Párizs, Parc des Princes                        | Franciaország    | 3 – 0         | Luxemburg     | Eb-selejtező  | 1             | 38'           |
| 8.            | 1979. április 4.   | Pozsony, Tehelné pole                           | Csehszlovákia    | 2 – 0         | Franciaország | Eb-selejtező  | -             |               |
| 9.            | 1979. május 2.     | East Rutherford, Giants Stadion                 | Egyesült Államok | 0 – 6         | Franciaország | barátságos    | -             |               |
| 10.           | 1979. november 17. | Párizs, Parc des Princes                        | Franciaország    | 2 – 1         | Csehszlovákia | Eb-selejtező  | -             |               |
| 11.           | 1980. október 11.  | Limassol, Círio Stadion                         | Ciprus           | 0 – 7         | Franciaország | vb-selejtező  | -             | 51'           |
| 12.           | 1980. október 28.  | Párizs, Parc des Princes                        | Franciaország    | 2 – 0         | Írország      | vb-selejtező  | -             | 74'           |
|               | Összesen           |                                                 |                  | 12            | mérkőzés      |               | 1             | gól           |